# Van Buren, New York
Van Buren är en kommun i Onondaga County i delstaten New York, USA.